# Stobern (Pillkallen)
Stobern, litauisch Stobriai, ist ein verlassener Ort im Rajon Krasnosnamensk der russischen Oblast Kaliningrad.
Die Ortsstelle befindet sich neun Kilometer südlich von Pobedino an der Regionalstraße 27A-026 (ex R 511) am Ozero Borodinskoje (Willuhner See).

## Geschichte

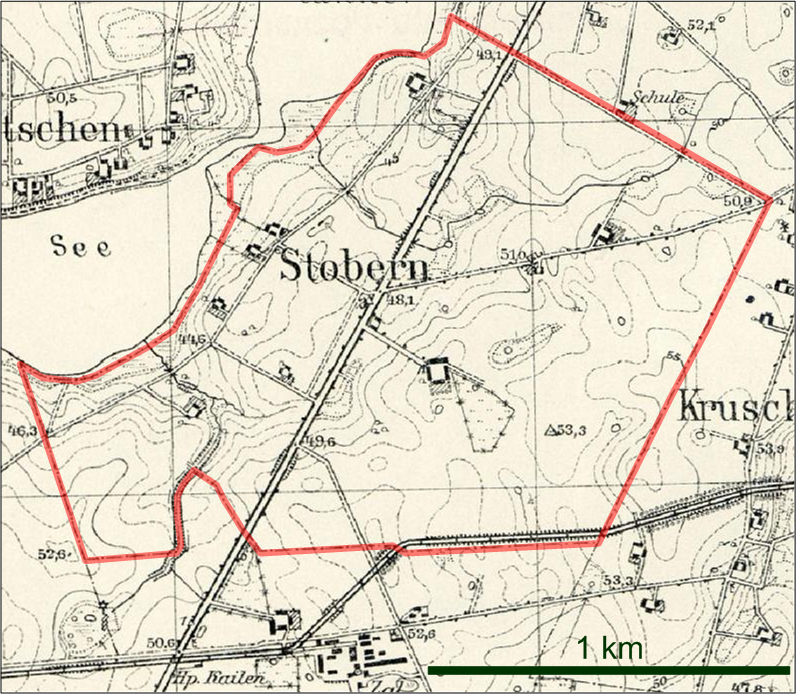
Die Gemeinde Stobern auf einem Messtischblatt von 1936

Um 1780 war Stobern, das auch Jurgken genannt wurde, ein königliches Bauerndorf. 1874 wurde die Landgemeinde Stobern in den neu gebildeten Amtsbezirk Lindicken im Kreis Pillkallen eingegliedert. 1945 kam der Ort in Folge des Zweiten Weltkrieges mit dem nördlichen Ostpreußen zur Sowjetunion. Einen russischen Namen erhielt er nicht mehr.

### Einwohnerentwicklung
| Jahr | Einwohner |
| ---- | --------- |
| 1867 | 126       |
| 1871 | 133       |
| 1885 | 107       |
| 1905 | 89        |
| 1910 | 90        |
| 1933 | 85        |
| 1939 | 70        |

## Kirche
Stobern gehörte zum evangelischen Kirchspiel Willuhnen.